# Lijst van voetbalinterlands Bahrein - Filipijnen (vrouwen)
Deze lijst van voetbalinterlands is een overzicht van alle officiële voetbalinterlands tussen de nationale vrouwenteams van Bahrein en de Filipijnen. De landen hebben tot nu toe één keer tegen elkaar gespeeld.

## Wedstrijden
| № | Plaats    | Datum         | Competitie                                | Wedstrijd            | Uitslag |
| - | --------- | ------------- | ----------------------------------------- | -------------------- | ------- |
| 1 | Doesjanbe | 10 april 2017 | Aziatisch kampioenschap 2018 kwalificatie | Filipijnen − Bahrein | 1 − 1   |

## Samenvatting
| Competitie                           | Totaal gespeeld | Winst Bahrein | Gelijk | Winst Filipijnen | Doelsaldo Bahrein – Filipijnen |
| ------------------------------------ | --------------- | ------------- | ------ | ---------------- | ------------------------------ |
| Aziatisch kampioenschap kwalificatie | 1               | 0             | 1      | 0                | 1 − 1                          |
| Totaal                               | 1               | 0             | 1      | 0                | 1 − 1                          |